# Geoffrey Arend
Geoffrey Arend (Nueva York, 28 de febrero de 1978) es un actor estadounidense. Ha participado en la serie Body of Proof, en la que comenzó a trabajar en 2011, y en películas como Garden State (2004), The Ringer (2005) y (500) Days of Summer (2009).

## Biografía

### Carrera
Geoffrey Arend se graduó de la Fiorello H. LaGuardia High School y, posteriormente, estudió actuación en la Universidad Carnegie Mellon, la Tisch School of the Arts y la Real Academia de Arte Dramático. Le dio voz a Charles Ruttheimer III en la serie de la MTV Daria, que se transmitió desde 1997 hasta 2001. En 2001, apareció en la comedia Super Troopers y en Bubble Boy. En 2002, personificó a Andy en Porn 'n Chicken. En 2003, interpretó a Malik en It Runs In The Family. Un año después, encarnó a Karl Benson en el largometraje de Zach Braff Garden State.
En 2005 apareció en The Ringer, protagonizada por Johnny Knoxville. En 2006, integró el reparto de la película National Lampoon's Pledge This! Un año después, actuó en Loveless in Los Angeles y en Killing Zelda Sparks. En 2008, trabajó en An American Carol, de David Zucker. En 2009, actuó en (500) Days of Summer, donde interpretó a McKenzie, compañero de trabajo del personaje de Joseph Gordon-Levitt.
En 2010 actuó en Devil, dirigida por John Erick Dowdle y realizada a base de una historia de M. Night Shyamalan. En esta película, Arend interpreta a un vendedor de colchones. En televisión, actuó tanto en Body of Proof como en Madam Secretary. En 2012, apareció en Save the Date, donde encarnó a un guitarrista llamado Kevin, pareja del personaje de Lizzy Caplan. En 2014, trabajó en Worst Friends e interpretó a un aspirante a escritor llamado Morgan Midwood en Beach Pillows. En 2016, prestó su voz para la cinta animada The Angry Birds Movie.

### Vida privada
En octubre de 2009, Arend contrajo matrimonio con la actriz Christina Hendricks, en una ceremonia llevada a cabo en el restaurante Il Buco, en Nueva York. La pareja no planea tener hijos. El 17 de octubre de 2019, tanto él como Christina Hendricks, comunicaron su separación a través de sus respectivas cuentas de Instagram.  

## Filmografía

### Cine
| Año  | Título original                 | Papel            |
| ---- | ------------------------------- | ---------------- |
| 2001 | Super Troopers                  | Universitario #3 |
| 2001 | Bubble Boy                      | Chico            |
| 2003 | It Runs In The Family           | Malik            |
| 2003 | A Tale of Two Pizzas            | Johnny           |
| 2004 | Garden State                    | Karl Benson      |
| 2005 | The Ringer                      | Winston          |
| 2006 | National Lampoon's Pledge This! | Dax              |
| 2007 | Loveless in Los Angeles         | Ryan             |
| 2007 | Killing Zelda Sparks            | Terry Seville    |
| 2008 | An American Carol               | Mohammed         |
| 2009 | (500) Days of Summer            | McKenzie         |
| 2010 | Devil                           | Vendedor         |
| 2012 | Save the Date                   | Kevin            |
| 2014 | Beach Pillows                   | Morgan Midwood   |
| 2014 | Worst Friends                   | Jeremy           |
| 2016 | The Angry Birds Movie           | Maestro (voz)    |

### Televisión
| Año       | Título original | Papel                        | Notas                    |
| --------- | --------------- | ---------------------------- | ------------------------ |
| 1997-2001 | Daria           | Charles Ruttheimer III (voz) |                          |
| 2002      | Porn 'n Chicken | Andy                         | Película para televisión |
| 2006      | Love Monkey     | Kyle                         | 1 episodio               |
| 2008      | Greek           | Joe                          |                          |
| 2009      | Trust Me        | Hector Culligan              | 15 episodios             |
| 2010      | Medium          | Andy Seward                  | 1 episodio               |
| 2011-2013 | Body of Proof   | Dr. Ethan Gross              | Protagonista             |
| 2014      | Grey's Anatomy  | Thom                         | 1 episodio               |
| 2014-2019 | Madam Secretary | Matt Mahoney                 | Protagonista             |